# Ихтиман (община)
Ихтима́н (болг. Община Ихтиман) — община в западной части Болгарии. Входит в состав Софийской области. Население составляет 19 084 человека (на 21 июля 2005).

## Состав общины
В состав общины входят следующие населённые пункты:
1. Балёвци
2. Белица
3. Боерица
4. Борика
5. Бузяковци
6. Бырдо
7. Вакарел
8. Венковец
9. Веринско
10. Джамузовци
11. Живково
12. Ихтиман
13. Костадинкино
14. Любница
15. Мечковци
16. Мирово
17. Мухово
18. Пауново
19. Полянци
20. Поповци
21. Рыжана
22. Селянин
23. Стамболово
24. Чернёво